# Garin Jenkins
Pour les articles homonymes, voir Jenkins.
Pas d'image ? Cliquez ici

a Compétitions nationales et continentales officielles uniquement.

b Matchs officiels uniquement.
Garin Richard Jenkins, né le 18 août 1966 à Ynysybwl, est un joueur de rugby à XV qui a joué avec l'équipe du pays de Galles de 1991 à 2000 évoluant au poste de talonneur. Après sa carrière de joueur, il devient entraîneur du club d'Aberavon et des juniors des Ospreys.

## Carrière
Ancien mineur, il commence sa carrière pour le club d'Ynysybwl, avant de jouer en Nouvelle-Zélande à Taupo puis à King Country. De retour au pays de Galles, il évolue sous les couleurs de Pontypridd puis de Pontypool avant de rejoindre Swansea en 1991.
Il dispute son premier test match le 4 septembre 1991 contre l'équipe de France et son dernier test match le 23 novembre 2000 contre la Nouvelle-Zélande. Jenkins participe aux coupes du monde 1991 (4 matchs), 1995 (un match) et 1999 (quatre matchs). Il est expulsé en septembre 1995 lors d'un match contre l'Afrique du Sud.
Il met un terme à sa carrière de joueur en 2002 à la suite de problèmes vertébraux. Il devient ensuite entraîneur.

## Palmarès
En sélection
- Tournoi des Cinq Nations :
  - Vainqueur (1) : 1994

Avec Swansee
- Coupe d'Europe :
  - Demi-finaliste (1) : 1996.
- Championnat du pays de Galles :
  - Champion (4) : 1992, 1994, 1998 et 2001.
- Coupe du pays de Galles :
  - Vainqueur (2) : 1995 et 1999.
  - Finaliste (3) : 1992, 1997 et 2000.

## Statistiques en équipe nationale
- 58 sélections (record gallois pour un talonneur)
- 10 points (2 essais)
- Sélections par année : 5 en 1992, 1 en 1993, 12 en 1994, 7 en 1995, 1 en 1996, 4 en 1997, 5 en 1998, 12 en 1999, 9 en 2000
- Tournois des cinq/six nations disputés : 1992, 1994, 1995, 1996, 1997, 1998, 1999, 2000